# Henån
Henån – miejscowość (tätort) w Szwecji, w regionie administracyjnym (län) Västra Götaland, w gminie Orust.
Według danych Szwedzkiego Urzędu Statystycznego liczba ludności wyniosła: 2243 (31 grudnia 2015), 2294 (31 grudnia 2018) i 2300 (31 grudnia 2019).